# Klētorologion
Il Klētorologion di Filoteo (in greco Κλητορολόγιον?), è il resoconto più esteso e significativo delle cariche e dei titoli (taktika) dello stato bizantino. Fu pubblicato nel settembre dell'899, durante il regno di Leone VI. Il suo autore, Filoteo, era protospatharios e atriklines. Nelle vesti di atriklines egli era responsabile dell'accoglienza degli invitati ai banchetti imperiali (klētοria) e dell'assegnazione dei posti in base alla gerarchia che costoro occupavano. Il libro sotto questo punto di vista si configura come un manuale delle usanze di corte e delle cariche onorifiche e non in uso. 
La sua opera è nota solo in quanto trascritta nel suo trattato "De ceremoniis" da Costantino Porfirogenito, del quale forma i capitoli 52, 53 e 54. Essa si articola in quattro sezioni:
- la prima sezione è introduttiva e elenca le cariche ufficiali dell'impero, dividendole in cinque categorie: per non-eunuchi, cariche supreme statali, cariche minori, per eunuchi, cariche supreme per eunuchi[4].
- le sezioni seconda e terza forniscono l'ordine di ingresso dei funzionari ai banchetti imperiali, distinguendo tra coloro che siedono assieme all'imperatore e quelli di livello inferiore che siedono altrove.
- la quarta sezione è la parte più estesa: è una sorta di manuale per atriklines, ai quali sono fornite indicazioni sull'organizzazione dei banchetti in occasioni speciali quali le ricorrenze religiose.
- segue un'appendice relativa alle cariche ecclesiastiche e alla loro precedenza. Contiene anche le Notitiae Episcopatuum di pseudo-Epifanio, recanti un elenco dei seggi episcopali dell'epoca e dei relativi titolari[5].